# Iterativ lernende Regelung
Iterativ lernende Regelungen (ILR) sind Verfahren, die die zyklische Arbeitsweise eines Prozesses nutzen, um die Steuerung des Prozesses über die Zyklen zu optimieren. Der Regelfehler zur Berechnung der Stelltrajektorie wird dabei direkt von den Messstörungen beeinflusst. Die Verwendung zeitvarianter Filter erlaubt eine Verbesserung der Regelgüte.
In der Betriebsfestigkeit werden sogenannte Nachfahrversuche durchgeführt, bei denen ein aufgezeichnetes Last-Zeit-Signal möglichst genau am Prüfstand reproduziert werden soll. Das Verhalten von Prüfstand und Bauteil führt dazu, dass das Istsignal, trotz optimal eingestellter Regler, nicht mit dem gewünschten Sollsignal übereinstimmt. Um das Nachfahrverhalten (Übereinstimmung zwischen Soll- und Istsignal) zu verbessern, wird in einem Iterationsprozess das Sollsignal solange verändert, bis das Istsignal mit dem ursprünglichen Sollsignal übereinstimmt.
Der Iterationsprozess lässt sich beschleunigen, indem zunächst das Übertragungsverhalten der Regelstrecke – also Prüfstand und Bauteil – identifiziert wird. Hierzu werden der Amplituden- und der Phasengang der Regelstrecke ermittelt. Durch einen mathematischen Kunstgriff, die Invertierung von Amplituden- und Phasengang, lässt sich aus dem Sollsignal ein sogenanntes Drivesignal erzeugen. Gibt man dieses Drivesignal auf den Prüfstand, so sollte der Prüfstand das Sollsignal reproduzieren. Häufig entspricht das Istsignal aber noch nicht ganz dem Sollsignal, so dass das Drivesignal weiter verändert werden muss, um das gewünschte Sollsignal zu erhalten.